# 케이티 스미스
케이티 스미스(영어: Katie Smith, 1974년 6월 4일~)는 미국의 농구 선수, 지도자이다. 포지션은 슈팅 가드와 포인트 가드로 현재 미국 여자 농구 협회(WNBA)의 미네소타 링크스의 코치로 활동하고 있다. 현역 시절 WNBA의 미네소타 링크스, 디트로이트 쇼크, 워싱턴 미스틱스, 시애틀 스톰, 뉴욕 리버티 소속으로 뛰었으며 미국 여자 대표팀의 일원으로서 2000년, 2004년 2008년 하계 올림픽에서 3연속으로 금메달을 획득했다.